# Lessa
Lessa (grec Λῆσσα) fou una població de l'antiga Grècia situada al districte de l'Argòlida, a la frontera amb Epidaure, al peu de les muntanyes Aracnèon. Pausànies hi va veure un temple dedicat a Atena. Les seves ruïnes es troben a un turó a prop de la vila de Ligurió.